# 朱載𰋁
戚懷王朱載（1537年10月1日—1538年8月5日），是明世宗朱厚熜庶六子，母趙懿妃，明朝追封戚王。朱載𰋁在嘉靖十六年八月二十八（1537年10月1日）出生，次年七月十一（1538年8月5日）去世，追封戚王，諡號懷，葬金山。